# Ezpada
Die Ezpada AG ist ein Schweizer Unternehmen mit Sitz in Zug, wobei ein erheblicher Teil seiner Geschäftstätigkeit von Prag (Ezpada s.r.o.) aus durchgeführt wird. Das 2004 gegründete Unternehmen ist mit Handel und Finanzierung im Bereich der Elektrizitäts- und Gaswirtschaft tätig. Der Umsatz lag 2015 bei 1,427 Milliarden Euro.
Ezpada hat weitere Niederlassungen bzw. Tochterunternehmen in Mostar, Zagreb, Skopje, Bukarest, Belgrad, Bratislava und Istanbul.